# Forteresse navale de l'Empereur Pierre le Grand

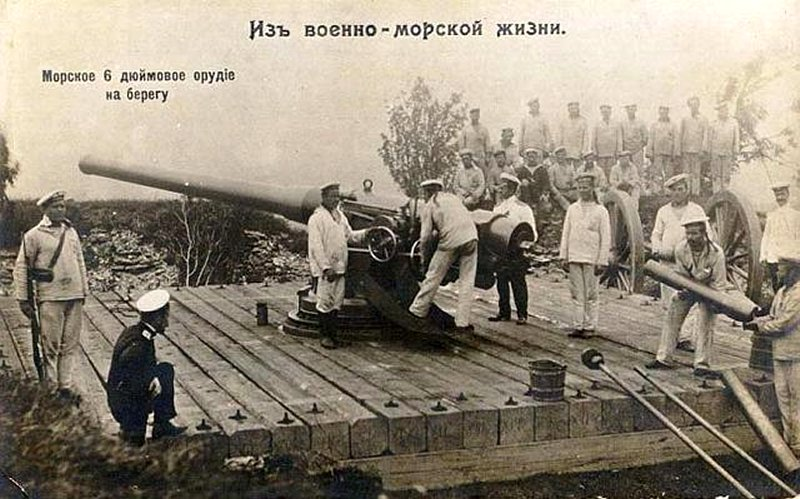
Canon Canet de 152 mm servant de batterie côtière, 1916-1917.

La forteresse navale Empereur Pierre le Grand (russe : Морская крепость Императора Петра Великого) est une ligne de fortifications russe qui visait à bloquer l'accès à Saint-Pétersbourg par la mer. 

## Présentation
Elle comporte des pièces d'artillerie côtière de gros calibre le long des rives nord et sud du golfe de Finlande,  au point le plus étroit du golfe, entre Porkkala, (aujourd'hui en Finlande) et Tallinn (aujourd'hui en Estonie). Les deux forteresses de Mäkiluoto et Naissaar se trouvent ainsi à seulement à 36 kilomètres de distance. L'artillerie côtière, avec une portée d'environ 25 km, pouvait donc tenir tout navire passant par le détroit sous son feu, voire le prendre entre feux croisés. De plus, une base militaire est construite à Tallinn.

## Contexte
La décision de construire de telles défenses intervient après la bataille de Tsushima, en 1905, lors de laquelle la flotte de la Baltique est anéantie par la marine impériale japonaise. Saint-Pétersbourg, alors capitale de l'Empire russe, se retrouve alors pratiquement sans défense. La décision de mettre en place un système de défense en profondeur dans le golfe de Finlande est alors prise. 

## Construction
Les premiers plans sont dressés en 1907. Le Tsar Nicolas II approuve la construction le 5 juillet 1912, et les travaux commencent peu après. La construction de la forteresse a été néanmoins ralentie en raison de l'éclatement de la Première Guerre mondiale. Elle ne sera que partiellement terminée lorsque la Finlande et l'Estonie déclareront leur indépendance, après la révolution d'Octobre 1917. La marine allemande effectua une grande opération de débarquement sur les côtes du golfe de Finlande au cours de la Première Guerre mondiale (voir opération Albion). Le projet est en partie réutilisé par la Coopération défensive finno-estonienne, cette fois contre la Russie.